# مذهب شیعه در افغانستان

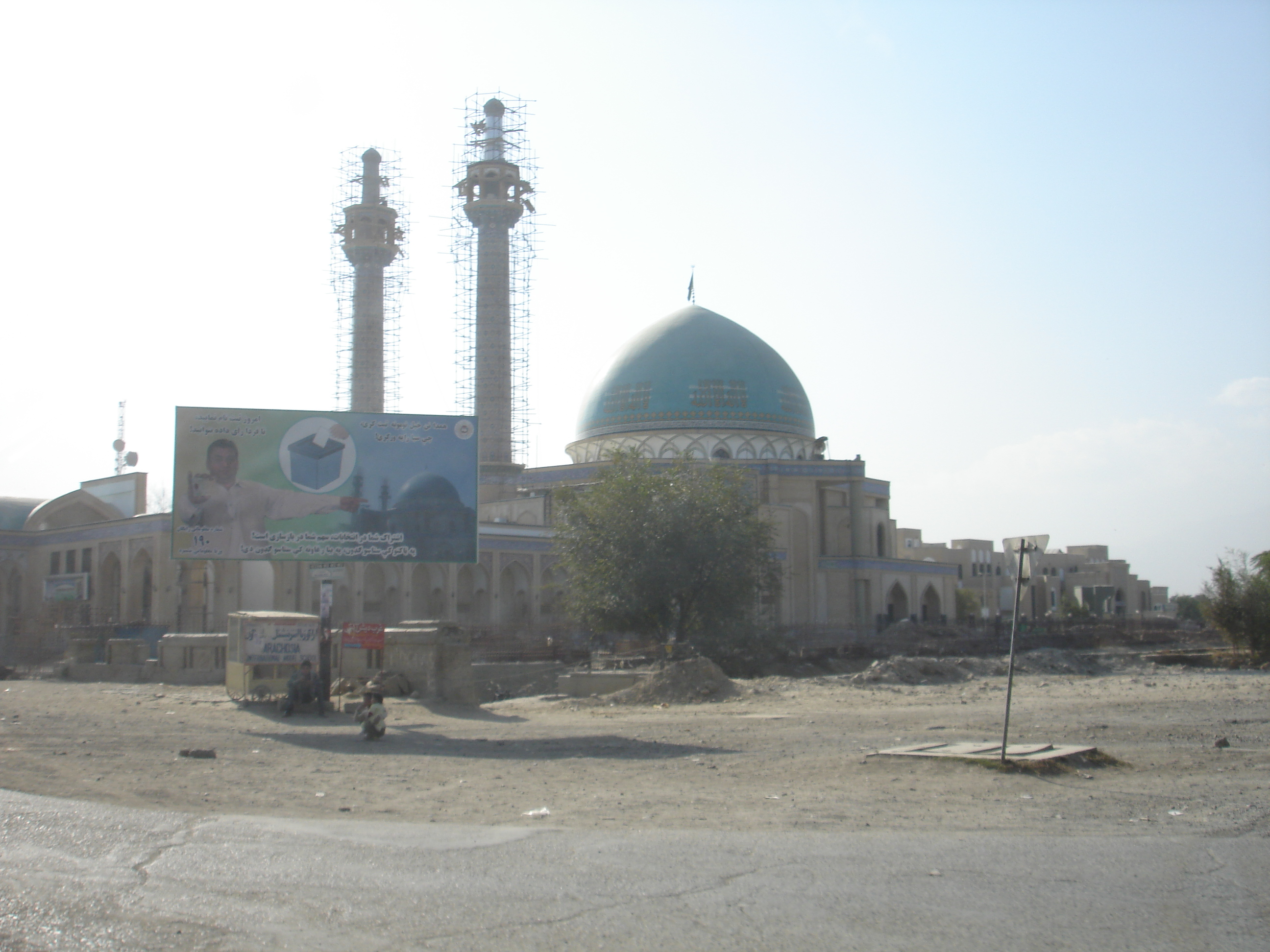
مسجد جامع کابل در سال ۲۰۰۸, بزرگ‌ترین مسجد شیعیان افغانستان.

شیعیان افغانستان، از نظر جمعیت، دومین مذهب مردم افغانستان به حساب می‌آیند و از آن‌جایی که هیچگاه در افغانستان سرشماری دقیق و قابل اعتمادی انجام نگرفته آمارها و تخمین‌های مختلفی وجود دارد.
۱۵ درصد یا ۲۰ درصد یا بین ۲۵ تا ۳۰ درصد یا بر اساس تخمین بصیر احمد دولت‌آبادی و عنایت الله حفیظ ۳۰ تا ۳۵ درصد و بر اساس اطلاعات مرکز دایرة المعارف امام‌حسین ۳۵ درصد افغانستانی‌ها شیعه مذهب هستند.
همچنین طبق تحقیقات مستقل و جامع جمعیت‌شناسی افغانستان که از سال ۲۰۰۶ تا به هم‌اکنون در دانشکده روابط بین‌الملل دانشگاه کلمبیا انجام پذیرفته ۲۵ درصد از جمعیت افغانستان را شیعیان جعفری و ۴/۵ درصد را نیز شیعیان اسماعیلی تشکیل می‌دهند.
نبود سرشماری درست و جامع در زمینه مقدار جمعیت اقوام و مذاهب در افغانستان، باعث شده‌است که گروه‌هایی با آمار سازی‌های جعلی و خودساخته به‌طور عمد آمار جمعیت اقوام شیعه مذهب را دستکاری و شرایط را بنفع خود تغییر بدهند.
به‌طور نمونه در سال ۱۳۹۱ آکادمی علوم افغانستان کتاب دایرةالمعارف آریانا را بازنگری و بازچاپ کرد که در آن بدون ذکر دلیل موجه درصد جمعیت اقوام شیعه مذهب به‌طور عمد کاهش داده شد
با اینحال طالبان از زمان به قدرت رسیدن مجدد شان شمار بسیاری از شیعیان را در پنج ولایت وادار کرده تا خانه و کاشانه و مزارع خود را ترک کنند. این دستور، معمولاً با یک ضرب‌الاجل چند روزه همراه است و قربانیان، هیچ راهی برای شکایت از این تصمیم و دفاع از حق مالکیت خود ندارند. این کار با هدف اهدای زمین به هواداران طالبان صورت می‌گیرد تا ساکنان شیعه مذهب این ولایت‌ها به کشورهای همسایه از جمله ایران فراری و مهاجر شده و توازن جمعیت قومی و مذهبی بتدریج بنفع طالبان و طرفداران اش تغییر کند
تا قبل از نسل‌کشی بزرگ شیعیان افغانستان در سال ۱۲۷۲ شمسی هزاره‌ها یکی از بزرگ‌ترین گروه‌های قومی مذهبی در افغانستان بودند که نزدیک به ۶۷ درصد از کل جمعیت کشور را تا قبل از قرن نوزدهم میلادی تشکیل می‌دادند. اما در سال ۱۸۹۳میلادی، بیش از نیمی از جمعیت آنان قتل‌عام شد

### اقوام شیعه مذهب افغانستان
هزاره‌ها بزرگ‌ترین جمعیت شیعه مذهب را در افغانستان تشکیل می‌دهند. اکثریت جمعیت اقوام قزلباش‌های ساکن افغانستان، سادات و پارسیبانان هراتی نیز شیعه مذهب هستند. اقلیت‌‌هایی از بلوچ‌ها، تاجیک‌ها و پشتون‌ها نیز پیرو مذهب شیعه می‌باشند.
شیعیان افغانستان به دو گروه تقسیم می‌شوند: جعفری و اسماعیلیه. شیعیان اسماعیلی بیشتر در بدخشان و بغلان زندگی می‌کنند.

امامزاده یحیی بن زید بن زین العابدین

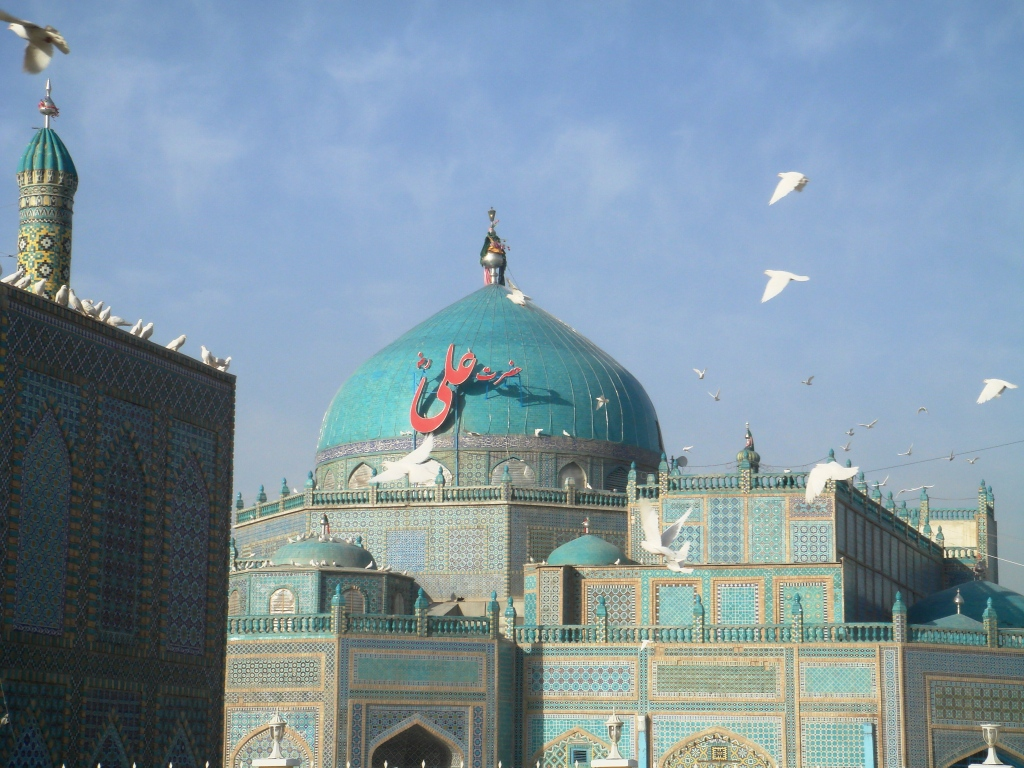
نمایی از زیارت علی (روضه شریف) در شهر مزارشریف

بنا بر اعلام جمهوری اسلامی ایران بیش از ۳ میلیون مهاجر افغانستانی با مدرک و بی مدرک در این کشور وجود دارد و نزدیک ۱٫۶۰۰٫۰۰۰ آن شیعه هستند (رجوع شود به مهاجرین افغانستانی ساکن ایران)

## محل سکونت شیعیان افغانستان
- غالبا در سرزمین هزارستان (هزاره جات) در مرکز افغانستان و در مناطقی مانند ولایت بامیان، حصه اول و دوم بهسود و دایمیرداد ولایت میدان وردگ، مالستان، بلخاب، سرپل، ناوور، کابل، مزارشریف، هرات، ولایت دایکندی، غزنی، شیخ علی، لعل و سرجنگل، جاغوری و … زندگی می‌کنند.
- شهر باستانی بامیان به‌عنوان مرکز اصلی فعالیت سیاسی قوم هزاره و شیعیان محسوب می‌شود.[۲۸][۲۹]

سر درب مسجد کبود (زیارت سخی، مزار حضرت علی) در شهر مزار شریف، مزین به شعری از عبدالرحمان جامی فیلسوف و شاعر نامدار خراسانی که در قرن نهم هجری قمری سروده شده. مضمون شعر بدین شرح است: گویند که مرتضی علی در نجف است. در بلخ بیا ببین چه بیت الشرف است. جامی نه عدن گوی و نه بین الجبلین. خورشید یکی و نور او هر طرف است

- سر درب مسجد کبود (زیارت سخی، مزار حضرت علی) در شهر مزار شریف، مزین به شعری از عبدالرحمان جامی فیلسوف و شاعر نامدار خراسانی که در قرن نهم هجری قمری سروده شده. مضمون شعر بدین شرح است: گویند که مرتضی علی در نجف است. در بلخ بیا ببین چه بیت الشرف است. جامی نه عدن گوی و نه بین الجبلین. خورشید یکی و نور او هر طرف استشهر تاریخی سرپل نیز که محل آغاز قیام سیاه جامگان به رهبری ابومسلم خراسانی در انتقام خون یحیی بن زید بن زین العابدین از نوادگان حسین بن علی بوده‌است از دیگر مناطق مورد احترام و سکونت گاه شیعیان در افغانستان محسوب می‌شود[۳۰]
- به‌طور تخمینی حدود یک سوم جمعیت شهر کابل اهل تشیع هستند.

کابل پرجمعیت‌ترین شهر شیعه نشین در افغانستان محسوب می‌شود. اهل تشیع اکثرا در غرب کابل و در محلاتی مانند دشت برچی، افشار، چنداول، کارته سخی، کوته سنگی، پل سوخته و… ساکن هستند

## تلاش‌ها برای پاکسازی قومی، مذهبی مناطق شیعه نشین
از زمان جدا شدن افغانستان کنونی از خاک ایران همواره شیعیان تحت شدیدترین سیاست‌های نسل‌کشی مذهبی و پشتون سازی در حکومت‌های مختلف تا به هم‌اکنون قرارداشته اند. (رجوع شود به مقاله پشتون سازی)
۱_ بی‌توجهی دولت‌های حاکم بر افغانستان به وضعیت شیعیان و تلاش برای حضور و نفوذ عمدی گروه‌های تروریستی با تفکرات وهابی، سلفی در مناطق شیعه نشین مرکز و شمال افغانستان از جمله کابل همراه با برکناری، قلع و قمع و اخراج گسترده مقامات شیعه مذهب از ارگان‌های نظامی و امنیتی یک برنامه نسل‌کشی برای حذف، تضعیف یا کاهش تعداد شیعیان است تا بتوانند به تدریج برنامه‌های دراز مدت خود را در این کشور اجرا کنند
۲_ در کتاب «سقاوی دوم» (که بازتاب دهندهٔ اهداف و پلان‌های آینده پشتون‌ها در قبال سایر اقوام و مذاهب است) در ارتباط با شیعیان هزاره و ایران اینگونه نوشته شده که:
مذهب رسمی کشور باید حنفی باشد، فقط زبان پشتو رسمی باشد و برای اینکه دست ایران به‌طور کلی کوتاه و قطع شود، باید زمین‌های منطقه شیعه نشین بامیان برای مردم شرق و جنوب‌شرق کشور توزیع گردد و چراگاه‌های کوچی‌ها مانند گذشته حفظ و حتّی گسترش داده شود، در مرز مشترک با ایران، باید قبایلی از جنوب و جنوب‌غربی کشور مستقر گردد و…»
۳_ در راستای تحقق بخشیدن و گسترش چراگاه‌های کوچی‌ها اشرف غنی رئیس‌جمهور افغانستان در روز ۹ فروردین/ حمل سال ۱۴۰۰ دستور داد تا زمین‌های اطراف هر بند آب (سد آبی) به قشر بزرگی از کوچی‌ها داده شود که [توزیع زمین] از بند کمال‌خان در نزدیکی مرز کشور ایران آغاز می‌شود.» (این دستور بدین معناست که اگر در آینده بند آبی در مناطق شیعه نشین نظیر بامیان ساخته شود زمین‌های مردم به مرور غصب گردیده و به کوچی‌ها داده می‌شود) رئیس ادارهٔ امور ریاست‌جمهوری نیز یک کمیته را ایجاد کرده تا در هر ولایتی که بند آب احداث شده‌است، به کوچی‌ها زمین توزیع شود

## مناطق غصب شده شیعه نشین پس از سقوط حکومت طالبان (۲۰۰۱_۲۰۲۰)
- در زمان حکومت حامد کرزی، ده‌ها مسافر شیعه هزاره قتل‌عام و سربریده شدند، اموالشان غارت و منطقه زیبا و سرسبز باغچار نیز توامان با سکوت معنادار حکومت وقت به‌دست کوچی‌ها و طالبان غصب و تصرف گردید، باغچار واقع در منطقه خاص ارزگان از نظر زیبایی و حاصلخیزی به «عروس ارزگان» مشهور بود[۴۶][۴۷][۴۸][۴۹]
- فاجعه کشتار مردم شیعه منطقه میرزاولنگ در بامداد شنبه ۱۴اسد/ مرداد ۱۳۹۶ در ولایت سرپل افغانستان به وقوع پیوست مردم میرزاولنگ طی سال‌ها بارها علیه تهاجم گروه‌های تروریستی مقابله کرده و به آنان اجازه ورود به این منطقه را نداده بودند. گروه طالبان با همکاری داعش پس از ۴۸ ساعت درگیری موفق به تصرف این منطقه شد. با روشن شدن هوا و تسلط تروریست‌ها، راه فرار و خروج مردم مسدود شد و طالبان عده زیادی از مردم را سر بریده یا تیرباران کردند و ساکنان غیرنظامی این منطقه به صورت فجیعی کشته شدند[۵۰][۵۱][۵۲]

مردم میرزاولنگ بارها قبل از هجوم صدها نفری طالبان و داعش برای جلوگیری از فاجعه درخواست کمک کرده بودند که هر بار با سکوت و رد این درخواست از جانب وزارت دفاع افغانستان مواجه شده بودند. محمد محقق پس از این فاجعه رسماً اعلام کرد ابن کشتار در راستای اجرای «طرح ناامن‌سازی شمال و تبدیل‌کردن این منطقه به وزیرستان شمالی» صورت گرفته‌است. (منطقه میرزاولنگ هم‌اکنون به‌طور کامل از حضور شیعیان پاکسازی شده)

## مناطق غصب و تصرف شدهٔ شیعه نشین پس از بقدرت رسیدن مجدد طالبان (۲۰۲۱-اکنون)
پس از بقدرت رسیدن مجدد طالبان سیاست کوچ اجباری در پوشش دعاوی حقوقی و ادعای داشتن سند مالکیت که غالباً جعلی هستند از سوی طالبان دنبال می‌گردد، اما مردم محلی به خوبی واقف اند که در این کوچاندن‌ها و جا به جایی‌های اجباری تحت هیچ شرایطی دعوایی حقوقی وجود ندارد، بلکه کوچ‌های اجباری، از اهداف استراتژیک و برنامه‌های اصلی طالبان در قبال گروه‌های اجتماعی است که با آنها اشتراک قومی و زبانی و مذهبی ندارند.
- دیده‌بان حقوق بشر در گزارش خود که بر اساس تحقیقات محلی تدوین شده، تأیید کرد طالبان شهروندان هزاره را در ولایت‌های دایکندی، قندهار، هلمند، بلخ و ارزگان افغانستان از خانه‌های شان کوچ اجباری می‌دهند و خانه‌های آنها را به حامیان خود توزیع می‌کنند.[۵۹]
- در مهر ماه ۱۴۰۰، بعد از قدرت‌گیری مجدد طالبان، شماری از پشتون‌های نزدیک به طالبان و کوچی‌های مسلح ادعای مالکیت زمین کردند به تعقیب آن. حدود ۴۰۰ خانواده در ولسوالی پاتوی ولایت دایکندی افغانستان کوچ داده شدند و در مجموع حدود ۷۴۰ خانواده از چندین روستای همین ولسوالی به «اجبار» کوچ داده شدند[۶۰][۶۱] آمارها نشان داد که اکثر بی خانمان‌های ناشی از کوچ اجباری برای ادامه زندگی، ناگزیر افغانستان را ترک و به ایران مهاجرت کردند.[۶۲]
- در آبان ماه ۱۴۰۰، افراد مسلح طالبان با ادعای دولتی بودن زمین‌های صدجریب گوهرگان در استان بغلان دستور به اخراج و کوچ ساکنان داده و به مدارک و اسناد ساکنان اهمیتی ندادند. مردم منطقه صدجریب گوهرگان از سادات موسوی و علوی هستند و جمعیت منطقه بین سه تا چهار هزار نفر تخمین زده می‌شود. تمام مناطقی که روی زمین‌های آن‌ها ادعا و کوچ اجباری داده می‌شوند، مردم غیر پشتون و اهل تشیع هستند[۶۳]
- در بهار سال ۱۴۰۱، کوچی‌های مسلح همپیمان با طالبان در برخی روستاهای منطقه شیعه نشین و دور دست ناهور غزنی دست به سرکوب، خشونت و کشتار مردم زده و و به خانواده‌ها مهلت تعیین کرده که قریه‌های‌شان را ترک کنند. پس از آن باشنده‌گان چندین روستای محل وادار به کوچ اجباری شدند.[۶۴]
- در شهریور ماه ۱۴۰۱، افراد مسلح طالبان ده‌ها نفر از اهالی و مردم بومی ساکن در شهرستان خدیر را وادار به کوچ اجباری کردند.[۶۵][۶۶]
- در آبان ماه ۱۴۰۱، طالبان بنا بر ادعای چند تن از هواداران خود، باشندگان و مردم چندین روستای بزرگ شیعه نشین را در ولسوالی لعل و سرجنگل کوچ اجباری دادند. در جریان این کوچ اجباری بیش از ۴۰۰ هزار درخت غیرمثمر، بیش از هزار درخت مثمر و خانه به‌دست هوادران طالبان غصب شد.[۶۷]
- در آبان ماه ۱۴۰۱، طالبان بنا بر ادعای فردی به نام «حمیدالله» که با طالبان روابط نزدیک دارد، بر زمین‌های ۱۵روستای شیعه نشین در ولسوالی کجران ادعای ملکیت کرده و مردم منطقه تهدید به کوچ اجباری و برای آنها ضرب‌الاجل تعیین شده تا خانه‌های‌شان را ترک کنند[۶۸][۶۹]
- در اسفند ماه ۱۴۰۱به‌دنبال ادعای فردی پشتون به مسوولان محلی طالبان در ولسوالی کوهستانات ولایت سرپل وی مدعی شد که روستای هزاره نشین ملکیت پدری‌اش است. به‌دنبال این ادعا طالبان باشنده‌گان منطقه پشته‌اسمیدان ولایت سرپل را افزون بر ۳۶ میلیون افغانی جریمه، وادار به کوچ اجباری سراسری کرده‌اند[۷۰][۷۱]
- در تابستان ۱۴۰۲ افراد گروه طالبان شب‌هنگام مزارع، زمین‌های زراعتی و خانه‌های اهل تشیع را در ولایت ارزگان آتش می‌زنند تا مردم بخاطر گرسنگی و نا امنی و بیکاری مجبور به کوچ اجباری و مهاجرت شوند.. طالبان به شکل غیر مستقیم بر باشندگان اهل تشیع این منطقه فشار وارد می‌کنند تا بتدریج خانه‌های‌شان را ترک کرده و به‌جای آن‌ها طالبان پاکستانی از وزیرستان جابه‌جا و جایگزین شوند.[۷۲][۷۳]
- هم‌اکنون پروژه احداث کانال آب قوش تپه و متعاقب آن کوچ اجباری اهالی بومی به‌علت نا امنی و انتقال میلیونها پشتون دیوبندی و گروه‌های تروریستی ساکن پاکستان به ولایت‌های شمالی افغانستان بیش از همه منجر به نگرانی شیعیان ولایت بلخ و سایر اقوام در شمال افغانستان شده‌است (رجوع شود به مقاله کانال قوش تپه)[۷۴][۷۵]

## فشارها بر شیعیان افغانستان در ارتباط با ایران
شیعیان و اقوام شیعه مذهب افغانستان همواره از سوی پشتونها و مقامات دولتی افغانستان به جاسوسی و مزدوری برای ایران متهم و پیوسته تحت فشار شدیدی قرار داشته‌اند
در دوره اول حکومت طالبان ملا عبدالمنان نیازی از مهم‌ترین فرماندهان جهادی دیوبندی طالبان در سخنانی شیعیان افغانستان را متهم به جاسوسی برای ایران کرده و می‌گوید: «هزاره‌ها در حدی نیستند که برای منافع ایران در این کشور بجنگند و وی آنها را خواهند کشت» و در جای دیگر به صراحت اعلام می‌کند که هر روز حدود ۴۰ تا ۱۰۰ شیعه هزاره را می‌کشد اما آنها هرگز نمی‌دانند که چگونه و با چه فن و روشی کشته می‌شوند.
مسدود نمودن دو مجرای اثر گذاری ایران یعنی زبان فارسی و مذهب تشیع بر مردم افغانستان همواره جزو سیاست اصلی دولت‌های غالباً پشتون تبار افغانستان بوده و در این بین، فشار بر هزاره‌ها دوچندان شده‌است؛ زیرا هزاره‌ها هم فارسی‌زبان هستند و هم غالباً شیعه مذهب. موضوع دیگری که تقصیر و فشار بر هزاره‌ها  را باز هم بیشتر می‌سازد، تربیت تعداد زیادی از روحانیون شیعه مذهب در ایران است که دشمنان منطقه ای ایران نظیر عربستان سعودی آنها را جاسوس حتمی ایران می‌دانند.
پشتونها نیز همواره سعی داشته‌اند تا کشورهای غربی و اروپایی را از شیعیان و هزاره‌ها ترسانده و آنها را وابسته به ایران نشان بدهند تا مبادا امتیازات سیاسی و مالی به آنان داده شود، به‌طور نمونه دولت حامد کرزی همواره به بدنامی هزاره‌ها نزد کشورهای غربی مبادرت می‌ورزید،
شیعیان افغانستان امکان مسلح کردن و دفاع از خود در برابر تروریست‌های تکفیری را نیز نداشتند، چرا که همواره متهم می‌شدند که از جانب ایران مسلح شده و قصد کشتار سایر اقوام و اهل سنت را دارند و با این برچسب و حیله دولت‌های مختلف در افغانستان با فشار فراوان موفق شدند تا مانع از مسلح شدن مؤثر مناطق شیعه نشین بشوند. به‌طور نمونه در حالی که طالبان به انواع و اقسام سلاح‌های سنگین مجهز بودند، عبدالغنی علیپور فرمانده نیروهای مقاومت مردمی که نقش مهمی در امن نگاه داشتن مناطق مرکزی و دفاع از مناطق شیعه نشین افغانستان در برابر طالبان و گروه‌های تروریستی را برعهده داشت،توسط دولت اشرف غنی دستگیر شد. پس از بالا گرفتن تنش‌ها برخی نمایندگان پشتوتبار مجلس افغانستان علیپور را متهم به جاسوسی برای ایران کرده و از دستگیری وی حمایت کردند.
درد آورتر اینکه قاچاقبری، جنایت، آدم‌کشی و غارتگری را دیگران انجام می‌دهند، اما غالباً مهاجرین شیعه و به‌ویژه هزاره، پیامدهای آوارگی مانند تحقیر، توهین، بی سرنوشتی و بار منفی افغانی بودن را به دوش می‌کشند ایران ستیزی توطئه‌ای است که از بدو تأسیس افغانستان تا کنون هر از چند گاهی چهرهٔ کریه آن نمایان شده و بیشتر مبنای قومی و فرهنگی داشت که در پناه تعصب کور مذهبی و فرقه‌ای اجرا می‌شد، اما در دهه‌های اخیر خصومت‌های ایدئولوژیک برخی گروه‌ها و عناصر سکولار و نیز متحجرین سلفی و تکفیری نیز به آن اضافه شده‌است

## پیشینه تاریخی
شیعیان افغانستان از سال‌های دور و جدایی افغانستان از ایران به دلایل مختلف و به‌خصوص مذهب همواره در معرض خطر و تهدید بوده‌اند.
در زمان حکومت عبدالرحمان خان قتل‌عام‌های گسترده‌ای صورت گرفت و بنا بر گزارش‌ها بیش از ۶۰ درصد شیعیان که اکثراً هزاره هم بودند قتل‌عام شدند و اگر این اتفاق نمی‌افتاد احتمالاً امروز اکثریت افغانستان با شیعیان بود یکی از دلایل کشتار شیعیان هم همین بود زیرا اکثریت افغانستان را تشکیل می‌دادند و از طرفی بیش از نیمی از مردم افغانستان هزاره بودند به همین علت عبدالرحمان خان با ارتش جدید خود و فتوای علمای اهل سنت و جمع‌آوری قبایل مختلف اکثراً از قوم پشتون دست به قتل‌عام گسترده شیعیان و هزاره‌ها زد و نفرت پراگنی گسترده‌ای علیه شیعیان را آغاز کرده‌اند که تا امروز ادامه دارد، قطعاً اگر این قتل‌عام‌ها اتفاق نمی‌افتاد امروز قدرت دست شیعیان و هزاره‌ها می‌بود و اکثریت افغانستان هم پیرو مذهب شیعه.
در زمان حکومت کمونیستی افغانستان جنگ‌های فرقه ای و قومی متوقف شده و تمام گروه‌ها و مذاهب به‌طور مشترک در جنگ با شوروی و دولت وقت با یکدیگر همکاری می‌کرده‌اند. اما پس از اتمام جنگ مجاهدین دست به حملات خونینی علیه شیعیان به‌خصوص کابل و افشار زدند و قتل‌عام گسترده‌ای صورت گرفت.
در زمان طالبان نیز رهبر شیعیان افغانستان عبدالعلی مزاری با امضا و تفاهم صلح با طالبان تسلیحات شیعیان و هزاره‌ها را به طالبان واگذار کرد ولی چون طالبان پیرو مذهب و تفکر دیوبندی و پشتون گرایی بودند و هم مذهب و هم نژاد هزاره‌ها را دشمن می‌پنداشتند بر توافق خود پایبند نماندند و زیر عهد خود زدند و رهبر شیعیان افغانستان عبدالعلی مزاری را همراه دو نفر همراه وی یعنی ژنرال ابوذر غزنوی و فردی دیگر قتل‌عام کردند و سپس بعد از این اتفاق روابط شیعیان و طالبان بیشتر از قبل دچار آسیب شد. طالبان به منظور تصرف و سنی سازی افغانستان دست به قتل‌عام و بیرون راندن هزاره‌ها و شیعیان کردند متأسفانه فجایع گسترده‌ای مثل مزار شریف اتفاق افتاد.
بعد از حمله ائتلاف و آمریکا به منظور مقابله با تروریسم به افغانستان و ساقط شدن طالبان وضعیت شیعیان بهبود پیدا کرد، اما مدتی نگذشت که طالبان دوباره احیا شدند و به جنگ با دولت و ارتش افغانستان و ائتلاف آمریکا پرداختند، سپس هم شاهد ظهور داعش در این کشور بودیم، طالبان مانند قبل به دشمنی با شیعیان ادامه دادند و فجایعی مانند میرزاولنگ را علیه شیعیان مرتکب شدند و بیش از هزاران شیعه و هزاره را کشتند.
طالبان گرچه ادعا کرده‌اند دیگر با شیعیان مشکلی ندارند ولی بنا بر گزارش داده شده از اعضای مذاکره کننده دولت افغانستان و طالبان در قطر این گروه به صورت مستقیم و تند گفتند شیعیان را به رسمیت نمی‌شناسند و این گروه را مسلمان نمی‌دادند و گفتگویی با شیعیان ندارند زیرا شیعیان هیچ قدرتی ندارند برای چانه زنی، در دولت افغانستان نیز به شدت تبعیض علیه شیعیان وجود دارد و تنها افراد کمی از شیعیان در دولت قدرت دارند و همچنین دولت بارها علیه شیعیان دست به سلاح برده و نمونه ان فجایع بهسود و هرات هست.